# 法爾內恩
法爾內恩是瑞士的城鎮，位於該國中西部，由伯恩州負責管轄，面積3.69平方公里，六成半土地是農業用地，海拔高度800米，2011年人口206，人口密度每平方公里56人。